# Kriokszyno (stacja kolejowa)
Kriokszyno (ros. Крёкшино) – stacja kolejowa w miejscowości Moskwa, w Rosji. Położona jest na linii Moskwa – Briańsk – Kijów. Stacja Średnicy Kałużsko-Niżegorodskiej – linii moskiewskiej kolei aglomeracyjnej.